# Аустен
Austen (енгл. Austen submachine gun) је аустралијски аутомат калибра 9x19mm, развијен током Другог светског рата на бази британског аутомата Стен. Побољшања на аустралијском аутомату укључују предњи и задњи рукохват, као и преклопни кундак по угледу на MP 40. Назив Аустен је скраћеница од ,,Australian Sten".

## Развој
Како је рат у Европи узаврело буктао, Аустралија није могла да набави аутомате за своју војску јер је Уједињено Краљевство било заузето производњом за сопствене потребе док су амерички аутомати Томпсон били прескупи за опремање обичне војске, већ су били намењени углавном елитним јединицама. Аустралија је већ имала свој аутомат Овен, а сада је као основа за нови био британски Стен који је као изузетно једноставно оружје био лак и за производњу.
Цев, тело и механизам за окидање су копија британског Стена Мк2 док преклопни кундак, ручица за репетирање, ударна игла и телескопски поклопац изнад повратне опруге су копија немачког MP 40. На аутомат је такође додат рукохват по угледу на „Шмајсер". Аустен поседује селектор којим се одређују полуатоматска и рафална паљба са максималном каденцом од 500 мет/мин.
Неки делови Аустена су изливени под пресом, као што су кућиште оквира, делови механизма преклопног кундака и предњи део оквира. Пуњач оквира је такође изливен. Два предузећа која су производила Аустен, била су од раније специјализована у изливању метала.
Пригушена верзија аутомата је произведена за потребе Спец. јединице Z.
Побољшана верзија, Мк2 је имала бајонет у облику бодежа који се фиксира преко компензатора паљбе. Бајонет је од изливеног метала што би олакшало производњу али је ипак произведено свега 200 комада верзије Мк2.
Иако бољи од изворног британског Стена, ипак овај аустралијски аутомат никад није стекао популарност коју је имао Овен Пре свега због поузданости по којој је аутомат Овен био познат док је Аустен знао и да заглави у џунглама Пацифика.

## Корисници
- Аустралија
- Родезија